# Niederhof (Engelskirchen)
Niederhof ist eine Ortschaft in der Gemeinde Engelskirchen im Oberbergischen Kreis in Nordrhein-Westfalen.

## Lage und Beschreibung
Der Ort liegt im Südwesten von Engelskirchen. Nachbarorte sind Rottland, Hintersteimel und Hülsen.

## Bergbau
Auf der Grube Bruno II wurde bis 1931 Bergbau betrieben.